# Фукусуке
Фукусуке (на японски: 福助) са традиционни китайски кукли, свързани с късмет в Япония.

## Описание
Куклата Фукусуке изобразява мъж, коленичил в стил сейза, с голяма глава и горен възел на косата в самурайската прическа. Първоначално е била кукла, закрепена в чаени къщи или публични домове през периода Едо, за да донесе късмет. В онези дни се се смятало, че Фукусуке ще донесе „вечна младост, богатство и чест“.